# Saint-Joseph Gadji-Celi
Saint-Joseph Gadji-Celi (Abidjã, 1 de maio de 1961) é um ex-futebolista profissional marfinense que atuava como meia.

## Carreira
Gadji-Celi se profissionalizou no Stella Adjamé.

## Seleção
Gadji-Celi integrou a Seleção Marfinense de Futebol na Copa Rei Fahd de 1992, na Arábia Saudita.

## Títulos
Costa do Marfim
- Copa das Nações Africanas: 1992